# Nazghor
Nazghor ist eine schwedische Band aus Uppsala, die Black Metal spielt.

## Geschichte
Gegründet wurde die Band im Jahr 2012. Bereits ein Jahr später erschien das Debütalbum Life Impaled 2013 als CD auf dem ukrainischen Musiklabel Dead Center Productions, womit Nazghor quasi Labelkollegen von Cerebral Contortion wurden. Parallel brachte Nebular Winter Productions das Album als Kassette auf den Markt.
Anschließend veröffentlichten die Schweden bis 2017 im Jahrestakt neue Tonträger, wobei sie 2014 mit Upon the Darkest Season und Through Darkness and Hell der Öffentlichkeit gleich zwei Alben vorstellten.

## Stil
Nazghor spielt Black Metal, in den die Gitarristen „wunderbar melodische Gitarrenläufe wie Tautropfen“ einfließen lassen und dessen „ab und zu mal eingestreute Keyboard-/Piano-Passagen“ Erinnerungen an Melodic Black Metal wach werden lassen. Als Referenzen wurden u. a. Thulcandra und die ebenfalls aus Uppsala stammenden Watain genannt.

## Rezeption
Zum sechsten Album schloss eine Rezension mit dem Verdikt, das Album sei „schlicht und ergreifend ein Werk zum Niederknien“. An anderer Stelle hieß es, dass das Sextett „hier ein verdammtes Brett“ serviere und „eine der interessantesten Bands aus Schweden“ sei.

## Diskografie
- 2013: Life Impaled (CD via Dead Center Productions, Kassette via Nebular Winter Productions)
- 2014: Upon the Darkest Season (CD via Dead Center Productions, Kassette via Putrid Cult)
- 2014: Through Darkness and Hell (nur CD, Metallic Media und Black Plague Records)
- 2015: Diabolical Teachings (Metallic Media, Black Plague Records)
- 2016: Death’s Withered Chants (Satanath Records, Obscure Abhorrence Productions)
- 2017: Infernal Aphorism (Non Serviam Records)
- 2022: Seventh Secular Crusade (Eigenvertrieb)